# Rzeczywiste miejsce dostarczania energii elektrycznej
Wirtualne miejsce dostarczania energii elektrycznej – miejsce dostarczania energii elektrycznej, w którym jest realizowana dostawa tej energii niepowiązana bezpośrednio z jej fizycznymi przepływami. Jej ilość wyznaczana jest przy użyciu algorytmów na podstawie umowy sprzedaży energii elektrycznej.